# Alegeri legislative în Canada, 1882
| John A. Macdonald                          |  | Edward Blake |
| John A. Macdonald (stânga) și Edward Blake |  |              |

Alegerile federale din Canada din 1882 au avut loc la data de 20 iunie, pentru a alege membrii Camerei Comunelor din al cincilea Parlament al Canadei.
Primul ministru al Canadei Sir John A. Macdonald și Partidul Conservator au câștigat alegerile în fața Partidului Liberal condus de către Edward Blake. Prezența la vot a fost de 70,3%.

## Rezultatele naționale
| Partid | Conducătorul partidului | # al candidaților | Scaune | Scaune | Scaune    | Votul poporului | Votul poporului | Votul poporului |
| --- | ----------------------- | ----------------- | ------ | ------ | --------- | --------------- | --------------- | --------------- |
| Partid | Conducătorul partidului | # al candidaților | 1878   | Aleși  | Schimbări | #               | %               | Schimbări       |
| Partidul Conservator | John A. Macdonald       | 118               | 83     | 94     | +13.3%    | 143,684         | 27.83%          | +1.55%          |
| Liberali Conservatori | John A. Macdonald       | 50                | 46     | 39     | -8.7%     | 64,860          | 12.56%          | -3.22%          |
| Partidul Liberal | Edward Blake            | 112               | 57     | 73     | +26.3%    | 160,547         | 31.10%          | -1.95%          |
| Independenți |                         | 7                 | 5      | 1      | -80%      | 8,227           | 1.59%           | -1.12%          |
| Nationaliști Conservatori |                         | 1                 | -      | 1      | -         | 1,084           | 0.21%           | +0.14%          |
| Independenți Liberali |                         | 3                 | 2      | 2      | -         | 5,740           | 1.11%           | +0.12%          |
| Independenți Conservatori |                         | 2                 | 2      | 1      | -50%      | 927             | 0.18%           | -               |
| Necunoscuți |                         | 121               | 9      | -      | -100%     | 131,178         | 25.41%          | +4.48%          |
| Total |                         | 414               | 204    | 211    | +4.4%     | 516,247         | 100.0%          | -               |
| Sursă: http://www.elections.ca -- Istoria alegerilor legislative din 1867-prezent Arhivat în 4 decembrie 2008, la Wayback Machine. |                         |                   |        |        |           |                 |                 |                 |

Acclamații:

Componența Parlamentului după alegerile din 1882

Următorii membri ai Parlamentului au fost aleși prin aclamare;
- British Columbia: 2 Liberali-Conservatori
- Manitoba: 1 Conservatori
- Ontario: 2 Conservatori
- Quebec: 11 Conservatori, 1 Independenți Conservatori, 4 Liberali-Conservatori, 3 Liberali
- New Brunswick: 1 Liberali-Conservatori, 1 Independenți
- Nova Scotia: 1 Conservatori

## Rezultatele pe provincie
| Numele partidului         | Numele partidului    | BC   | MB   | ON   | QC   | NB   | NS   | PE   | Total |
| ------------------------- | -------------------- | ---- | ---- | ---- | ---- | ---- | ---- | ---- | ----- |
| Partidul Conservator      | Seats:               | 3    | 2    | 39   | 38   | 4    | 8    | -    | 94    |
| Partidul Conservator      | Votul poporului (%): | 38.4 | 13.6 | 27.0 | 37.7 | 25.6 | 23.0 | 17.1 | 27.8  |
| Liberali-Conservatori     | Scaune:              | 3    | 1    | 13   | 12   | 3    | 5    | 2    | 39    |
| Liberali-Conservatori     | Vot (%):             | 15.8 | 38.9 | 9.1  | 10.4 | 7.1  | 25.8 | 25.4 | 12.6  |
| Partidul Liberal          | Scaune:              | -    | 2    | 40   | 12   | 7    | 8    | 4    | 73    |
| Partidul Liberal          | Vot (%):             | 10.6 | 25.3 | 31.9 | 21.5 | 36.8 | 38.7 | 40.7 | 31.1  |
| Independenți              | Scaune:              |      |      | -    | -    | 1    | -    |      | 1     |
| Independenți              | Vot (%):             |      |      | 1.7  | 0.8  | 0.4  | 4.8  |      | 1.6   |
| Nationaliști Conservatori | Scaune:              |      |      |      | 1    |      |      |      | 1     |
| Nationaliști Conservatori | Vot (%):             |      |      |      | 1.0  |      |      |      | 0.2   |
| Independenți Liberali     | Scaune:              |      |      | -    | 1    | 1    |      |      | 2     |
| Independenți Liberali     | Vote (%):            |      |      | 0.7  | 1.5  | 6.2  |      |      | 1.1   |
| Independenți Conservatori | Scaune:              |      |      |      | 1    |      |      |      | 1     |
| Independenți Conservatori | Vot (%):             |      |      |      | 0.9  |      |      |      | 0.2   |
| Necunoscuți               | Vot (%):             | 35.2 | 22.2 | 29.6 | 27.1 | 23.9 | 7.7  | 16.8 | 25.4  |
| Scaune totale             | Scaune totale        | 6    | 5    | 92   | 65   | 16   | 21   | 6    | 211   |

xx – mai puțin de 0.05% din votul poporului